# Старый Оскол в годы Великой Отечественной войны
Старый Оскол в годы Великой Отечественной войны — период в истории Старого Оскола с 22 июня 1941 по 9 мая 1945 года.

## Начало войны
Спустя несколько часов после начала войны комендант Старооскольского гарнизона издал приказ № 1, согласно которому в связи с введением военного положения граждане привлекались к строительству оборонительных объектов и их охране, созданию, обучению отрядов обороны, подготовке бомбоубежищ и мест для размещения воинских частей. Руками жителей города было вырыто более 300 км окопов, они строили оборонительные рубежи — 3136 различных фортификационных сооружений. На одного человека приходилось, как впоследствии было подсчитано, 12 м траншеи глубиной 2,5 м и 5 м шириной.

## 1941
Город начали бомбить в сентябре 1941 года. 24 октября 1941 года советские войска оставили Белгород. 2 ноября 1941 года пал Курск. 
Старооскольский район в 1941 году занят не был и был определён командованием как территория переформирования частей, понёсших значительные потери в боях. Старый Оскол служил перевалочным пунктом на пути эвакуации людей и государственного имущества. В городе располагались штаб 40-й армии, политотделы 21-й армии, Курский обком КПСС. Старооскольцы переселялись в пределы слобод, освобождались многие помещения общественных организаций, культурные учреждения, школьные здания, чтобы разместить прибывающие воинские части.
С октября 1941 года производилась эвакуация населения, промышленных предприятий и государственных учреждений города. Геологоразведочный техникум в октябре был эвакуирован в Нижний Тагил, Учительский институт в Рубцовск.
Осенью 1941 года наступление немецких войск южнее и севернее Харькова было успешным, что создавало угрозу нового окружения войск на Юго-Западном фронте. К середине октября на Белгородском направлении были заняты Борисовка и Грайворон, затем Ракитное и Красная Яруга. Линия фронта подступала к городу.

## 1942
В конце января 1942 года в городе были сосредоточены войска, совсем рядом шли бои, Старый Оскол постоянно бомбили. Не хватало продовольствия, медикаментов, начался брюшной тиф. В апреле в городе прошла эвакуация, в мае и июне продолжались постоянные массированные атаки с воздуха, в результате которых горел вокзал, нефтебаза, склады с продовольствием и зерном.
К июлю 1942 года предприятия города прекратили работу, оборудование КМАстроя было вывезено, Механический завод частично эвакуирован. В ходе боёв за город были повреждены и уничтожены сооружения железнодорожной станции.

### Лето 1942

#### Предшествующие события
В результате окружения и последующего уничтожения крупных сил Красной армии под Харьковом (на илл.) оборона советских войск в полосе Южного и Юго-Западного фронтов была кардинально ослаблена. Пользуясь этим, Гитлер решил начать наступление по двум направлениям — на Кавказ и на Волгу («Вариант Блау»).
Немецкое наступление началось 28 июня 1942 года. 4-я танковая армия начала наступление на Воронеж. Сталин был уверен, что главный удар Гитлер нанесет в направлении Москвы. Командующий Брянским фронтом генерал Ф. И. Голиков, на чьем участке должны были, по мнению Сталина, развернуться основные боевые действия, получил приказ в кратчайшие сроки подготовить план превентивного наступления с целью освобождения Орла. Однако немецкое наступление началось не на Москву, а на Воронеж и далее по двум направлениям — на Ростов и Сталинград. Ошибка Сталина в определении направления главного удара существенно облегчила задачу вермахта: не встречая серьезного сопротивления, 4-я танковая армия Гота вышла на оперативный простор и стремительно двинулась к Воронежу.
Опасаясь окружения, подобного котлам 1941 года, советские войска отступали, не дожидаясь приказа.
По воспоминаниям генерал-майора вермахта Фридриха фон Меллентина, в июне 1942 года в ходе наступления 4-й танковой армии на Воронеж в районе села Городище произошло танковое сражение:

В танковом бою у Городища, как раз посередине между Курском и Воронежем, передовые танковые части русских были встречены противотанковой артиллерией танкового корпуса и затем уничтожены нашими танками, атаковавшими противника с фланга и с тыла. Поскольку у наших командиров была возможность своевременно «заглянуть» в расположение противника и узнать, что он готовит, они могли организовать засады и отразить одну за другой контратаки противника.

К июлю 1942 года группа немецких армий «Юг» на юго-западном направлении превосходила по численности и вооружённости войска Красной Армии: немцы сосредоточили 1263 танка, 17 035 орудий и минометов, боевых самолетов — 1640, 900 тысяч человек в живой силе. В наступлении, которое началось 28 июня 1942 года, немцам противостояла группировка советских войск, в которую входили три фронта: Юго-Западный, Южный и Брянский. В их составе находились 655 тыс. человек, орудий и минометов — 14 196, танков — 744, боевых самолетов — 1012. Войска вермахта и 4-я танковая армия продвигалась от Курска по направлению к Воронежу, возле Старого Оскола планировалось взять советские войска в кольцо.

#### Действия авиации
Успеху немцев способствовали действия авиации (4-й воздушный флот). Пользуясь превосходством в воздухе, силы люфтваффе вели постоянную разведку передвижений сил РККА и наносили штурмовые удары по линиям советской обороны. Несмотря на численное превосходство вооружения и войск на земле, скопление большого количества самолётов позволяло немцам производить «беспрерывные налёты» на боевые части советских войск группами самолётов по 100—150 единиц. Немецкая авиация на Воронежском направлении буквально «проталкивала» продвижение танковых дивизий.
По данным немецких источников, во время этого наступления было произведено «около 1800 боевых вылетов и сбито 33 самолета противника». 28 июня 1942 года немецкая авиация также потеряла до трех десятков самолетов. Во время наступательных боёв, длившихся 11 дней подряд, летчики 2-й воздушной армии уничтожили и вывели из строя 35 артиллерийских установок и 4 батареи, 580 фашистских танков, 31 зенитную артиллерийскую точку, 1056 автомашин, сожгли более десятка самолётов на аэродроме в Землянске, в воздушных боях сбили 91 самолёт противника, нанесли существенный урон пехоте. Всего за период с конца июня и за весь июль были уничтожены 397 немецких самолётов, из них 107 были подбиты во время бомбардировок на земле.
Несмотря на многочисленные проявления храбрости и героизма, 2-я Воздушная Армия вследствие тактических ошибок командования и других обстоятельств (отсутствие обученного лётного состава, удалённость аэродромов, нехватка бомбардировщиков и штурмовиков, потерянных в первые дни 1941 года), а также под натиском противника вынуждена была оставить аэродром 7 июля 1942 года. Недостаточная авиационная поддержка остро ощущалась командованием советских танковых частей. Так, командующий 5-й ТА Воронежского фронта А. И. Лизюков незадолго до гибели в бою говорил заместителю командующего Брянским фронтом генерал-лейтенанту Н. Е. Чибисову: «Прикройте нас с воздуха, и мы сделаем всё, что необходимо. Вы не дали мне нанести удар железным кулаком, заставили вводить армию в бой по частям, так хоть теперь сделайте по-моему — дайте авиацию, иначе всё погибнет».

#### Наземные операции
4-я танковая армия предполагала окружить части войск 21-й армии Юго-Западного фронта и 40-й армии Брянского фронта в районе Старого Оскола. Войскам вермахта удалось 3 июля сомкнуть кольцо наступавших войск — в «котле», который был создан частями 6-й немецкой армии и венгерской армии в районе Старого Оскола, оказались шесть дивизий 40-й и 21-й армий, 4-й и 24-й танковые корпуса.
Бойцы и танкисты прорывались с боем, отходили на восток. Наибольшие потери понесли 45, 62, 160, 124 стрелковые дивизии. 45-я стрелковая дивизия пять суток вела круговую оборону. Пройдя 110 км, из окружения вышли менее 500 человек. 5 июля был окружён 6-й мотострелковый полк — 129 человек с боями выходили из окружения.
Действия РККА развеяли надежды союзников Германии — «пройти маршем по русским позициям», как им обещало гитлеровское командование, и показало, что они столкнулись с серьёзным и бесстрашным противником. За время наступления в ходе операции «Blau» венгерская армия потеряла более 2,5 тысяч солдат и офицеров, технику и не смогла выполнить поставленную задачу — с ходу овладеть городом Тим и соединиться с частями немецкой армии под Старым Осколом — наступление задержалось на неделю.
По оценкам начальника штаба 21-й армии генерал-майора Данилова, на этом участке дивизии теряли около 50 % личного состава.
28 июня 4‑я танковая армия вермахта под командованием Германа Гота прорвала фронт между Курском и Харьковом и устремилась к Дону. В течение первой недели генерального летнего наступления немецкие войска захватили более 200 тыс. пленных. 4‑я танковая армия за 10 дней прошла около 200 км и глубоко обошла с севера группировку советского Южного фронта и 23 июля взяла Ростов‑на‑Дону.
3 июля 24-я танковая дивизия стремительным ударом форсировала Дон; на следующий день дивизия СС «Великая Германия» захватила переправы через Дон. К 6 июля немцы заняли большую часть Воронежа.
Немецкое наступление развивалось столь стремительно, что уже 19 июля Сталин лично приказал Сталинградскому комитету обороны немедленно подготовить город к боям.

#### Старый Оскол
Утром 28 июня группа армий «Юг» (командующий — фельдмаршал Федор фон Бок) перешла в наступление в направлении на Воронеж.
В общей сложности, в окружении оказались подразделения 12 дивизий — батальоны сапёров, связистов, зенитчиков 21-й и 40-й армий. В тот период военные потери составляли до 21 тысячи человек в сутки. 3 июля 6-я немецкая армия соединилась в районе Старого Оскола с частями 2-й венгерской армии, замкнув кольцо окружения. Бои продолжались на полосе земли, растянувшейся на 50 км (Ямской лес — село Завалишино), на которой в кольце врагов сражались около 50 тысяч советских бойцов. Утром 3 июля войска противника вошли в город.
По данным рапорта командира 39-го отдельного дивизиона бронепоездов (одбп) капитана Пырикова, обстановка в городе накануне августа 1942 года была такой: «город сильно обстреливался артиллерией противника, многие объекты горели, слышны были сильные взрывы в городе, воинские части из района города отошли».

## Период оккупации
С 3 июля 1942 по 5 февраля 1943 территория города находилась в зоне оккупации немецкой и 2-й венгерской армий (ком. — ген.-полк. Густав Яни).
За период оккупации более 300 мирных жителей были убиты, в их числе расстрелянные врачи районной больницы Ефим Абрамович Френхель и Самуил Израилевич Гершафт. В городе разместили несколько лагерей для советских военнопленных. Оккупационные власти облагали жителей пошлинами и налогами, привлекали на принудительные работы. С началом оккупации все учебные заведения города были закрыты, в дальнейшем комендатурой были открыты 2 гимназии. Из Старого Оскола и Старооскольского района в Германию было насильно отправлено более 2 тысяч молодых людей в возрасте от 15 до 18 лет.

### Коллаборационизм
Оккупационные власти фашистов предпринимали попытки, начиная с июля 1942 года по февраль 1943 года, использовать недовольство большей части крестьян результатами коллективизации, устроенным властью голодом 1932—1933 годов, «Большим террором» 1937—1939 годов и призывали население подавать заявления на получение земельных участков, чтобы решить аграрный вопрос и получить поддержку местных жителей при выращивании будущего урожая, который они надеялись не только посадить и вырастить, но и собрать. В начале Великой Отечественной войны действительно, на территории СССР была часть жителей, поддерживающих немцев, сотрудничавших с оккупационным режимом. Историки видят в этом неприятие частью населения идей большевизма (И. Г. Ермолов), другие считают, что это была «стратегия выживания» (Б. Н. Ковалёв). Исследователи сходятся на той точке зрения, что оккупанты не смогли предоставить ощутимых перемен и им не удалось завоевать симпатии крестьянства.
Всего было подано заявлений на владение огородами — 154, в 1942 году и 320 в 1943 году, в том числе 15 заявлений от организаций и учреждений. При анализе архивных материалов отмечается необходимость анализа факторов и мотивов, по которым подавались заявления, так как во многом «это была вынужденная и необходимая мера, которая просто помогала выжить». Основная масса крестьянства желания сотрудничать с оккупационными властями не высказала, случаи коллаборационизма носили единичный и незначительный характер, так как «реформирование сельского хозяйства носило декларативный характер, что привело в конечном счете к краху оккупационного режима»., а в другой работе подчёркивает, что «крестьяне… вынуждены были идти на сотрудничество с оккупационным режимом» и в районе наблюдались «проявления экономического коллаборационизма незначительной части крестьянства в период оккупации Старооскольского района Курской области».
Подробнее тема отношений крестьянства и аграрная политика оккупационных властей, а также факторы, обусловившие её провал на территории СССР, захваченной фашистами, рассмотрена в ряде работ: в книгах доктора исторических наук В. Т. Анискова «Война и судьбы российского крестьянства», «Жертвенный подвиг деревни. Крестьянство Сибири в годы Великой Отечественной войны» и других; в монографиях В. М. Гриднева («Политика оккупационных властей на территории Курской области в 1941—1943 гг.»), В. Е. Рымарева («Аграрная политика фашистской оккупационной власти в западных областях России, 1941—1943 гг.») и целом ряде других работ.
Кратковременная политика заигрывания с населением вскоре сменилась репрессиями и расстрелами за малейшее нарушение многочисленных правил и ограничений.

## Весна — лето 1943
Общая обстановка
Зимой 1942—1943 годов Воронежский фронт был усилен 3-й танковой армией, 48-й гвардейской и 184-й стрелковыми дивизиями, 4-м танковым корпусом, 7-м кавалерийским корпусом, 111-й, 183-й и 322-й стрелковыми дивизиями, 8-й артиллерийской дивизией прорыва, 9-й артиллерийской дивизией ПВО, 4-й дивизией реактивной артиллерии и тремя лыжно-стрелковыми бригадами. На вооружении стрелковых дивизий имелось в среднем 4—5 тысяч винтовок, 500 пистолетов-пулемётов, 100 ручных и 50 станковых пулемётов, 100—180 миномётов, 75 орудий. В составе 2-й воздушной армии было 200 боевых самолётов, а в составе 15-й воздушной армии — 413 самолётов. Немецкие войска на протяжении 300 км оборонялись двенадцатью дивизиями из состава 2-й немецкой армии и 3-м армейским корпусом 2-й венгерской армии. Общая численность этих войск достигала 125 тысяч солдат и офицеров, 1100 орудий (в том числе 500 противотанковых), около 1000 миномётов и 65 танков. Замысел советского командования заключался в том, чтобы ударами по сходящимся направлениям с севера и с юга по флангам немецкой армии в общем направлении на Касторное окружить и уничтожить её основные силы, освободить важный в оперативном отношении район Воронеж — Касторное и железную дорогу Елец — Валуйки, создав тем самым необходимые условия для развития наступления на Курск.
Старый Оскол
Город был освобожден в ходе Воронежско-Касторненской операции (январь — февраль 1943 года). Орденами и медалями были награждены более 1000 человек. 8 февраля 1943 года 102-я танковая бригада получила звание гвардейской и была переименована в 22-ю гвардейскую танковую бригаду. Без всяких разрушений были отбиты у врага железные дороги Касторное — Валуйки, Воронеж — Касторное.
Освобождение города
Освобождение города началось 24 января 1943 года. В операции и непосредственном освобождении города и сёл Старооскольского района принимали участие 25 гвардейская, 107, 303, 305, 309, 340-я стрелковые дивизии, 116-я, 102-я танковые бригады, 6-я и 8-я отдельные лыжные бригады, 20-я, 28-я миномётные бригады. Советские войска поддерживала 208-я ночная бомбардировочная авиационная дивизия, совершавшая налёты на скопления противника начиная со второй половины января 1943 года.
Город освобождали войска Воронежского фронта в ходе Харьковской операции 2.02.-3.03.1943 года 40-й армии в составе: 107-й сд (генерал-майор Бежко Пётр Максимович), 340-й сд (генерал-майор Мартиросян Саркис Согомонович), 20-й гв. миномётной бригады (подполковник Богдан Михаил Никитович); 2-й воздушной армии в составе: части войск 208-й ночной ближнебомбардировочной авиадивизии (полковник Котляр Феодосий Порфирьевич).
По воспоминаниям генерал-майора Эдгара фон Буттлара:

Итог, который немецкому командованию пришлось подвести на этом участке фронта в конце января 1943 г., был поистине ужасным. За 14 дней русского наступления группа армий «Б» была почти полностью разгромлена. 2-я армия оказалась сильно потрепанной. К тому же она потеряла во время прорыва основную массу своей боевой техники. 2-я венгерская армия была почти полностью уничтожена, из 8-й (итальянской) армии спастись удалось лишь некоторым частям корпуса альпийских стрелков. От остальной части соединений уцелели только жалкие остатки. Из числа немецких войск, действовавших в полосе 8-й итальянской армии, остались лишь потрепанные остатки нескольких немецких дивизий, которым удалось спастись за рекой Оскол. Связь с группой армий «Центр» и с группой армий «Дон» была потеряна, стыки находились под угрозой.
— «Мировая война 1939—1945» (М., 1957, с. 206).
Описывая бои за Старый Оскол, маршал К. С. Москаленко подчеркнул героизм и самопожертвование, проявленное воинами Красной Армии в 8 км от города. Противник, пытался сковать наступление советских войск и помочь окружённой восточнее села Горшечное группировке прорваться на запад. К Старому Осколу была выслано подкрепление численностью свыше 500 немецких и венгерских солдат, которые с пулемётами и миномётами прорывалось в город со стороны железнодорожного разъезда Набокино. 31 января 1943 года 17 воинов-бронебойщиков 409-го истребительно-противотанкового батальона 107-й стрелковой дивизии остановили их у разъезда Набокино и сдерживали, пока не подошло подкрепление. 12 воинов удостоены звания Героя Советского Союза. В этом бою остались в живых четверо — Т. П. Бабков, А. Бутбаев, В. И. Кукушкин и П. Е. Рябушкин. Тринадцать — заместитель командира роты по политчасти старший лейтенант В. А. Плотников, командир взвода младший лейтенант В. Л. Бондаренко, С. А. Башев, П. И. Виноградов, М. Ф. Дроздов, А. Е. Золотарев, Н. М. Литвинов, П. В. Николаев, Г. Е. Опарин, Т. А. Саввин, П. П. Толмачев, У. Чажабаев, М. С. Яблоков — погибли. После освобождения Старого Оскола были похоронены с воинскими почестями на Советской площади.
Рабочие механического завода и их подшефная школа № 2 в 1967 году стали инициаторами установки памятника на месте боя — на Майсюковой будке появилась мемориальная доска, а в 1968 году там поставили памятник 17-ти Героям. К 75-летию освобождения Старого Оскола от немецко-фашистских захватчиков был снят фильм о 17 героях Великой Отечественной войны с реконструкцией событий военных лет (киностудия «Золотой кадр»).
29 января 1943 года войсками Воронежского фронта в районе Старого Оскола и Горшечного была окружена крупная группировка противника общей численностью до 20 000 человек. В результате боёв из её состава было уничтожено около 5000 и взято в плен 8050 человек. Обозы и автотранспорт этой группировки были уничтожены. 5 февраля 1943 года бойцы 107-й стрелковой дивизии (генерал-майор Бежко, Пётр Максимович) 40-й армии решительным штурмом освободили Старый Оскол, потеряв практически половину личного состава — более 4000 человек. В боях на всей территории Старооскольского района погибло около 7 тысяч советских воинов.
После освобождения Старый Оскол стал одним из главных тыловых опорных пунктов для предстоящей битвы на Курской дуге и освобождения Белгорода и Харькова. Город, практически полностью разрушенный, жители которого перенесли все тяготы оккупации, вновь стал прифронтовым — принимал раненых, выпекал хлеб для фронта, строил оборонительные сооружения, был пунктом переформирования частей.

## После оккупации
За проявленное мужество, героизм и боевое мастерство 24 старооскольца удостоены звания Героя Советского Союза, а двое стали полными кавалерами ордена Славы. Многие из старооскольцев, воевавших на фронтах Великой Отечественной войны, занимали высокие командные посты, их боевые заслуги были оценены Верховным Главнокомандованием.
Старооскольцы внесли весомый вклад в приближение Победы. 22 тысячи из них (включая гражданское население) отдали свои жизни за Родину. На территории города и района находятся 30 братских могил, в том числе 6 — в Старом Осколе. Они хранят останки тысяч известных и безвестных солдат и офицеров Красной Армии, отдавших жизнь за свободу страны.  После войны в слободе Гумны одна из улиц получила имя Героя Советского Союза Моисея Токарева.  В Старом Осколе и области работают поисковые отряды, останки бойцов и массовые захоронения находят до сих пор: за последние годы поисковики перезахоронили шесть тысяч погибших в той тяжёлой битве.

### Железнодорожная линия Старый Оскол — Ржава
Железную дорогу, протяжённостью почти 100 км, и имевшую исключительную важность в стратегическом отношении, так как она строилась накануне Курской битвы, планировалось построить за два месяца (Постановление ГКО N 3532 от 8 июня 1943 г.). Она должна была выполнить роль транспортной связки, которая на двое суток снижала время доставки необходимых для фронта грузов. Дорогу начали строить 15 июня, проектирование и укладка путей осуществлялась одновременно. Всего через 32 дня, несмотря на то что район постоянно бомбили вражеские самолёты, по ней уже шли первые составы, доставляя военную технику, бойцов, врачей и санитаров, продовольствие и боеприпасы. С введением в эксплуатацию этой линии Воронежский фронт получал самостоятельную магистраль, которая выходила на линию Курск — Белгород и на ветку Ржава — Обоянь. Новая трасса освобождала от доставки грузов огромное количество автомашин, которые подвозили всё необходимое к передовой линии фронта за 200—300 км. С вводом в эксплуатацию железной дороги Старый Оскол — Ржава расстояние сокращалось до 150—200 км. «Дорога Мужества», как её потом назвали, была построена за 32 дня. Всего было уложено 95 км железнодорожного полотна, сооружено 10 мостов, построено 56 различных сооружений с подъездными путями. Протяжённость главных и станционных путей составила 164 км, реконструировано 24 км пути. Начальником железнодорожной станции Старый Оскол в это время был Подойников И. Г., награждён Орденом Трудового Красного Знамени. 186 человек за самоотверженный труд были отмечены правительственными наградами.

### Почетное звание
5 мая 2011 года Президент Российской Федерации Дмитрий Анатольевич Медведев присвоил Старому Осколу почетное звание «Город воинской славы» (Указ N 588 от 5.05.2011).